# Harri Larva
Harry Edvin (Harri) Larva (Turku, 9 september 1906 - Turku, 15 november 1980) was een Fins atleet.

## Biografie
Larva won tijdens de Olympische Zomerspelen 1928 in het Nederlandse Amsterdam de gouden medaille op de 1500 in een olympisch record. In 1932 werd Larva in de olympische finale tiende.

## Palmares

### 1500 m
- 1928:  OS - 3.53,2 OR
- 1932: 10e OS - 3.58,4

## Persoonlijke records
| Onderdeel | Prestatie | Datum | Plaats |
| --------- | --------- | ----- | ------ |
| 1500m     | 3.52,0    | 1928  |        |

1896: Teddy Flack ·
1900: Charles Bennett ·
1904: Jim Lightbody ·
1908: Mel Sheppard ·
1912: Arnold Jackson ·
1920: Albert Hill ·
1924: Paavo Nurmi ·
1928: Harri Larva ·
1932: Luigi Beccali ·
1936: Jack Lovelock ·
1948: Henry Eriksson ·
1952: Josy Barthel ·
1956: Ron Delany ·
1960: Herb Elliott ·
1964: Peter Snell ·
1968: Kipchoge Keino ·
1972: Pekka Vasala ·
1976: John Walker ·
1980: Sebastian Coe ·
1984: Sebastian Coe ·
1988: Peter Rono ·
1992: Fermín Cacho ·
1996: Noureddine Morceli ·
2000: Noah Ngeny ·
2004: Hicham El Guerrouj ·
2008: Asbel Kiprop ·
2012: Taoufik Makhloufi ·
2016: Matthew Centrowitz ·
2020: Jakob Ingebrigtsen ·
2024: Cole Hocker